# Nilchí
Nilchí es una localidad del estado mexicano de Campeche. Es parte del municipio de Campeche.

## Toponimia
El nombre «Nilchí» hace referencia al santo patrono de la localidad: 
El nombre «» proviene de los términos en maya
Su significado es «».

## Demografía
| Gráfica de evolución demográfica |
|                                  |

| Censo | Población |
| ----- | --------- |
| 1921  | 50        |
| 1930  | 47        |
| 1940  | 162       |
| 1950  | 200       |
| 1960  | 286       |
| 1970  | 131       |
| 1980  | 699       |
| 1990  | 646       |
| 2000  | 784       |
| 2010  | 900       |
| 2020  | 1 076     |